# أنا روبوت (فلم)
أنا روبوت (بالإنجليزية: I، Robot) هو فيلم خيال علمي، وفيلم مقتبس أُصدر في 20 يونيو 2004، و5 أغسطس 2004، في ألمانيا. الفيلم من إنتاج Davis Entertainment ‏، واوفربووك انترتينمت، ومن توزيع إنتركوم ‏، وقد أخرجه أليكس بروياس، وكَتَب السيناريو Jeff Vintar ‏، وأكيفا جولدسمان. الفيلم مقتبسٌ من أنا، روبوت، وكهوف الصلب من تأليف إسحق عظيموف.

## القصة
تدور الأحداث في المستقبل، وبالتحديد عام 2035؛ حين تطورت التكنولوجيا وصنعت آليين فائقي القدرات يساعدون البشر في كل الأنشطة الممكنة.
في هذه الأجواء، يعيش ضابط شرطة شيكاغو ديل سبونر الكاره للآليين، الذي يُكلَّف بالتحقيق في جريمة قتل خبير تطوير للآليين.
وعندما يكتشف شواهد تشير إلى تورط آلي يدعى سوني في الجريمة؛ يتحول الأمر إلى خوف حقيقي؛ لأن خرق الآليين اتفاق الاحترام المتبادل مع البشر يعني أن يتمكنوا من السيطرة على العالم بسهولة فائقة.
يبدأ ديل التحقيق في الأمر وحماية مصير البشر، مستعينًا بالطبيبة النفسية سوزان كالفن المتخصصة بدراسة الحالة النفسية للآليين.

## طاقم التمثيل
- ويل سميث
- تشي ماكبرايد
- ألن توديك
- جيمس كرومويل
- بريدجيت مويناهان، بدور Susan Calvin [الإنجليزية]‏
- بروس جرينود
- شيا لابوف

## الإنتاج

### التصوير
صوّر الفيلم في فانكوفر، وكان سيمون دوغان مديرًا لتصوير الفيلم.

### الموسيقى
موسيقى الفيلم التصويرية من تلحين ماركو بلترامي.

## الاستقبال

### الجوائز والترشيحات
الجوائز
الترشيحات
- جائزة الأوسكار لأفضل تأثيرات بصرية، المُرشَّح: جون نيلسون [الإنجليزية]‏، وأندرو ر. جونز، وErik Nash [الإنجليزية]‏، وجو ليتري [الإنجليزية]‏، في: حفل توزيع جوائز الأوسكار السابع والسبعون

## وصلات خارجية
- أنا روبوت على موقع IMDb (الإنجليزية)
- أنا روبوت على موقع ميتاكريتيك (الإنجليزية)
- أنا روبوت على موقع روتن توميتوز (الإنجليزية)
- أنا روبوت على موقع نتفليكس (الإنجليزية)
- أنا روبوت على موقع قاعدة بيانات الأفلام العربية
- أنا روبوت على موقع ألو سيني (الفرنسية)
- أنا روبوت على موقع Turner Classic Movies (الإنجليزية)
- أنا روبوت على موقع أول موفي (الإنجليزية)
- أنا روبوت على موقع بوكس أوفيس موجو (الإنجليزية)
- أنا روبوت على موقع فيلمافينيتي (الإسبانية)